# 4342 Freud
A 4342 Freud (ideiglenes jelöléssel 1987 QO9) a Naprendszer kisbolygóövében található aszteroida. Eric Walter Elst fedezte fel 1987. augusztus 21-én.